# L'Origine de la Voie lactée (Le Tintoret)
Pour les articles homonymes, voir L'Origine de la Voie lactée (Rubens).
L'Origine de la Voie lactée est un tableau à la peinture à l'huile sur toile (148 × 165 cm) du peintre vénitien Jacopo Robusti, dit Le Tintoret, peint vers 1575-1580 et conservé à la National Gallery de Londres.

## Description et analyse
Le tableau, commandé par Rodolphe II, représente la création de la Voie lactée d'après la mythologie grecque.
Le mythe raconte que Zeus, profitant du sommeil de son épouse Héra, lui met au sein son fils Héraclès, fruit de sa relation avec la mortelle Alcmène, parce que c'est seulement en suçant le sein de la mère des dieux que le demi-dieu pourra devenir immortel.
L'enfant réveille la déesse en saisissant l'un de ses seins avec trop de force, ce qui fait gicler une partie du lait vers le ciel et crée ainsi la Voie lactée, tandis que les gouttes tombées à terre donnent naissance à des lys.
La peinture est incomplète, la partie inférieure ayant été supprimée à une date indéterminée.
Outre les protagonistes, sur le tableau figurent quelques « amours » et deux symboles animaliers des divins époux : l'Aigle avec des éclairs, symbole de Zeus, et deux paons, l'oiseau sacré d'Héra.